# شادي ألفونس
شادي ألفونس هو ممثل كوميدي ومقدم برامج مصري.

## عن حياته
هو ممثل ومذيع برامج كوميدي مصري مسيحي، كانت بداياته سنة 2011 في برنامج البرنامج مع مما جعله مشهورا بين جماهير العالم العربي، كانت أول بطولاته في الأفلام من خلال الفيلم الإماراتي من ألف إلى باء.
شارك الممثل الكوميدي الصاعد خالد منصور في عدة برامج منها تقديم فوازير رمضان سنة 2014و برنامج التجربة الخفيةرمضان 2015 وأيضا تعلم في المعهد العالي للفنون التطبيقيه وتقديم برنامج علي SNL.

## أعماله السينمائية

### الأفلام
- الفيلم الإماراتي من ألف إلى باء.
- الفيلم الإماراتي راشد ورجب
- الأبلة طم طم.
- فيلم دراكو رع.

### المسلسلات
- الكبير أوي (مسلسل) الجزء الثالث رمضان 2013.
- ربع مشكل إكسترا سبايسي سنة 2012.
- فوق السحاب 2018.
- دور «شادي» في مسلسل رامي الجزء الأول 2019 والثاني سنة 2020 والثالث سنة 2022.

### البرامج
- البرنامج (برنامج) سنة 2011.
- برنامج المقالب التجربة الخفية رمضان 2015.

شعار برنامج المقالب الذي قدمه رمضان1436

.
- ساترداي نايت لايف السنه 2016.

## مواقع خارجية
- شادي ألفونس على موقع الدهليز
- شادي ألفونس على موقع قاعدة بيانات الأفلام العربية